# Jacques Toulemonde Vidal
Jacques Toulemonde Vidal (Bogotá, 10 d'agost de 1983) és un guionista i director de cinema colombià. D'origen francès, va estudiar al Liceu Francès Louis Pasteur, i l'agost de 2001 va marxar a París, on va estudiar ciències humanes i literatura a la Sorbona i es va vincular a La Femís. El 2003 va debutar al cinema com a preparador d'actors colombians a la pel·lícula Travaux, on sait quand ça commence... i el 2006 com a assistent de director a Como todo el mundo de Franco Lolli.
El 2011 va dirigir el seu primer curtmetratge, Un juego de niños, que va rebre una menció especial al Festival de Cinema de Bogotà i al Festival de Curtmetratges de Clarmont d'Alvèrnia. El 2015 va elaborar el guió d' El abrazo de la serpiente de Ciro Guerra, amb el que va guanyar el Premi Macondo al millor guió. El 2015 va dirigir Anna, amb la que va guanyar el premi Macondo al millor guió i fou nominada al Goya a la millor pel·lícula estrangera de parla hispana. El 2018 va guanyar el premi al millor guió al Festival de Cinema del Caire per Pájaros de verano.

## Filmografia
- Un juego de niños (curtmetratge, 2011)
- Anna (2015)
- El abrazo de la serpiente de Ciro Guerra (2015)
- Camion Taureau (minisèrie, 2017)
- Nuestros muertos (curtmetratge, 2018)
- Pájaros de verano de Ciro Guerra (2018)
- Libertador d'Iván Gaona (minisèrie, 2020)
- Crime Diaries: The Celebrity Stylist (2023)